# 真野は知りたい!!
『真野は知りたい!!』（まのはしりたい!!）は、2025年4月4日からONE TO ONE（株式会社ベルガモ）で配信されているラジオ番組。パーソナリティは真野あゆみ（愛称は「真野ちゃん」）。

## 番組概要
世の中の色々なことを知りたい、知らせたい、教えてほしい、好奇心旺盛な真野あゆみがお届けする生放送の番組です。真野あゆみは物知りに、リスナーは真野あゆみのことを知ってまのしりに。番組はニコニコとOPENRECの2つで配信（有料の会員登録が必要）。前半のみYoutubeで無料で聴くことができる。番組のハッシュタグは「#まのしり」。
コーナーは5つあり、ふつおたは常に募集中。第1回放送で舌下治療について熱く語っていたことから、メールを送る際のラジオネームは「舌下ネーム」に決定。

## 番組コーナー
募集するテーマは事前にONE TO ONE のSNS（@ONETOONE2020）でハッシュタグ「#まのしり」を付けて告知される。
真野は知りたい！
真野あゆみが今知りたい、気になっていることをメールテーマにして募集するコーナー。
（例：コンビニで買うおいしいもの）
真野は知らせたい
真野あゆみが知らせたい情報発信コーナー。
（出演作品やイベントなど）
週刊・まのしりニュース
真野あゆみの近況やメモしたニュースなどを紹介するコーナー。
真野さん、これ知ってます？
真野あゆみが知らなそうな上、共感しそうな情報を募集するコーナー。
（小難しい情報ではなく、ちょっと人に話したくなる雑学的な情報）
その情報が真野あゆみにどれだけ刺さったか5段階で評価します。
（①ファール / ②ヒット / ③ツーベース / ④スリーベース / ⑤ホームラン）
〇〇クリーンナップ
野球の打順の中心となる3,4,5番の総称「クリーンナップ」にかけ、世の中の様々なクリーンナップを決めるコーナー。
「3番○○、4番○○、5番○○」と、真野あゆみがウグイス嬢風に紹介します。
（例：おでんの具）
3番○○、4番○○、5番○○、と3つ考え、選んだ理由も書いてメールで送る。

## イベント
- 『まのしり＆桃どん番組合同イベント』(2025/10/26開催)[4]